# Luce Irigarayová
Luce Irigarayová (* 3. května 1932) je belgická feministka, poststrukturalistická filozofka a psychoanalytička lacanovsko-feministické orientace. Narodila se v Belgii, ale převážnou část svého života prožila ve Francii.
Ovlivnilo ji především učení Jacquese Lacana, s nímž se však brzy dostala do sporu – když publikovala roku 1974 svou doktorskou práci Speculum de L'autre femme, byla ihned vyloučena z Lacanovy organizace École Freudienne. Je považována za klíčovou postavu feministické psychoanalýzy (spolu s Julií Kristevou a Hélène Cixous, které vycházejí stejně jako ona z lacanismu, a Nancy Chodorowovou, která vyšla z freudismu).
Irigarayová tvrdí, že žena se nachází "mimo ekonomii Oidipova komplexu", tedy "mimo Symbolické" (Lacanův pojem), a jako taková nemá v patriarchálním světě žádnou vlastní podstatu a je definovatelná pouze jako "to, co je vylučováno".
Irigarayová rovněž podrobila kritice diskurz západní filozofie, který podle ní jen předstírá, že je schopen doložit svá tvrzení, a v tomto předstírání spočívá jeho podstata.